# Perryville (Alaska)
Perryville és una concentració de població designada pel cens dels Estats Units a l'estat d'Alaska. Segons el cens del 2000 tenia 107 habitants.

## Demografia
Segons el cens del 2000, Perryville tenia 107 habitants, 33 habitatges, i 23 famílies La densitat de població era de 4,5 habitants/km².
Dels 33 habitatges en un 51,5% hi vivien nens de menys de 18 anys, en un 45,5% hi vivien parelles casades, en un 18,2% dones solteres, i en un 30,3% no eren unitats familiars. En el 27,3% dels habitatges hi vivien persones soles el 3% de les quals corresponia a persones de 65 anys o més que vivien soles. El nombre mitjà de persones vivint en cada habitatge era de 3,24 i el nombre mitjà de persones que vivien en cada família era de 4,04.
Per edats la població es repartia de la següent manera: un 39,3% tenia menys de 18 anys, un 10,3% entre 18 i 24, un 26,2% entre 25 i 44, un 20,6% de 45 a 60 i un 3,7% 65 anys o més.
L'edat mediana era de 26 anys. Per cada 100 dones hi havia 118,4 homes. Per cada 100 dones de 18 o més anys hi havia 103,1 homes.
La renda mediana per habitatge era de 51.875 $ i la renda mediana per família de 54.583 $. Els homes tenien una renda mediana de 0 $ mentre que les dones 38.750 $. La renda per capita de la població era de 20.935 $. Aproximadament el 5,3% de les famílies i el 16% de la població estaven per davall del llindar de pobresa.

## Poblacions més properes
El següent diagrama mostra les poblacions més properes.